# Пітер Гупер
Пітер Гупер (англ. Peter Hooper; 2 лютого 1933, Тінмут, Англія — 13 серпня 2011, Барнстапл, Англія) — англійський футболіст, лівий відтягнутий нападник. Виступав за «Бристоль Роверз», «Кардіфф Сіті» та «Бристоль Сіті» у Футбольній лізі Англії.

## Життєпис
Народився в Тінмуті, грав лівого відтягнутого нападника, володів потужним ударом, осбливо зі штрафних ударів.
Вважаючи себе Девонійцем, у 1951 році, під час служби в армії, зіграв 1 матч за національну збірну Кенії, проти Уганди.
Вперше потрапив у поле зору скаутів «Бристоль Роверз» у 1953 році, виступаючи за «Дауліш Таун». У березні 1954 році дебютував у Футбольній лізі Англії. З жовтня 1957 по серпень 1961 року зіграв 163 матчі поспіль. На момент переходу у «Кардіфф Сіті» зіграв 297 поєдинків з «Роверз» та відзначився 101 голом у Другому дивізіоні (теперішній еквівалент Чемпіоншипу). Таким чином, Пітер входить до числа 6-и гравців, які відзначилися понад 100 голами у футболці «Бристоль Роверз».
Зігравши у Кардіффі один сезон, перейшов у «Бристоль Сіті».
Професіональну футбольну кар'єру завершив 1966 року, через перитоніт. Після цього перебрався до Північного Девона, де грав за нижчоліговий «Барнстапл Таун».
Після завершення професіональної кар'єри, здавав в оренду «Трьох голубів» у Бішопс Таутон, де також і проживав, після цього 19 років перебував на посаді помічника стажувальника в Барнстапл.